# Dasybasis pallipes
Dasybasis pallipes är en tvåvingeart som först beskrevs av Krober 1931.  Dasybasis pallipes ingår i släktet Dasybasis och familjen bromsar. Inga underarter finns listade i Catalogue of Life.